# أسفل شوظة

تعديل مصدري - تعديل

اسفل شوظه هي إحدى قرى عزلة سرار بمديرية سرار التابعة لمحافظة أبين، بلغ تعداد سكانها 88 نسمة حسب تعداد اليمن لعام 2004.